# 民主主義の赤字
民主主義の赤字（みんしゅしゅぎのあかじ、英: democratic deficit）とは、欧州統合が進む中で、欧州連合（EU）の決定機関に対する批判概念として生まれた言葉である。加盟国は立法権の一部を欧州議会に委譲しているが、欧州議会の立法権限は限定的で、欧州連合（EU）の政策は、加盟国代表が1名ずつ集まる欧州委員会を中心に決められたため、加盟国の国民の意思から離れているのではないかという意味で使われた。議会での民主的な統制を欠いていたため、民主主義の赤字と言われた。グローバル化による傾向も表す用語となっている。